# ألوفيوني كامبيو
ألوفيوني كامبيو (بالإيطالية: Alluvioni Cambiò)‏ هي بلدية في مقاطعة ألساندريا في إقليم بييمونتي في إيطاليا.

## السكان
تطور النمو السكاني لـ ألوفيوني كامبيو